# Cyperus ramosus
Cyperus ramosus är en halvgräsart som först beskrevs av George Bentham, och fick sitt nu gällande namn av Georg Kükenthal. Cyperus ramosus ingår i släktet papyrusar, och familjen halvgräs. Inga underarter finns listade i Catalogue of Life.